# Heinz Luthringshauser
Heinz Luthringshauser (Otterbach, 21 januari 1931 - 5 september 1997) was een Duits motorcoureur. Tussen 1961 en 1978 kwam hij met verschillende bakkenisten uit in de zijspanklasse van het wereldkampioenschap wegrace. 

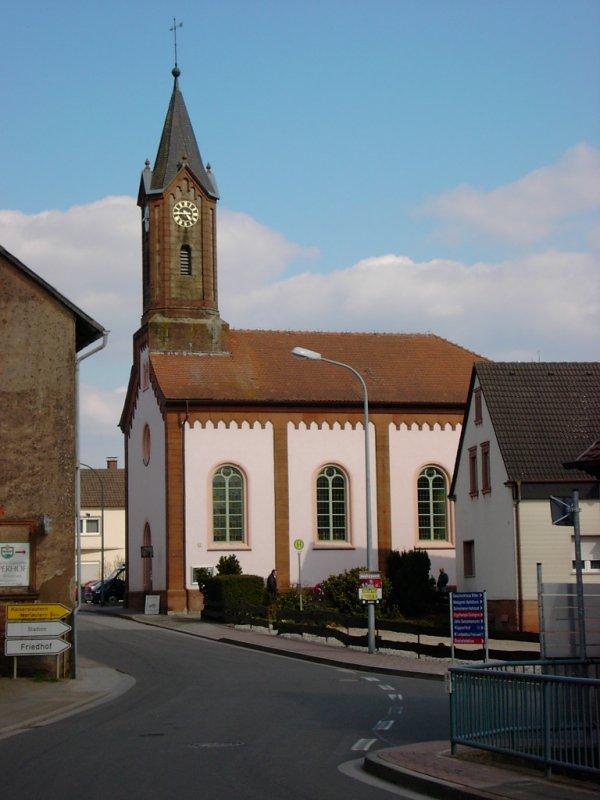
Heinz Luthringshauser opende een motorfietsmuseum in de voormalige evangelische kerk van zijn geboorteplaats Otterbach

## Carrière
In het seizoen 1961 scoorde Luthringshauser met Heiner Vester zijn eerste punten in het wereldkampioenschap, waarin ze samen tiende werden. In 1962 werd hij met Horst Knopp elfde. In 1965 werd hij met Hermann Hahn zesde. Hahn bleef ook in 1966 zijn passagier, maar in 1967 werd hij met de Brit Geoff Hughes zesde in het wereldkampioenschap. In 1968 werden Luthringshauser/Hughes vijfde in de eindstand en ze werden derde in de Sidecar TT op het eiland Man. In het seizoen 1970 nam Hans-Jürgen Cusnik plaats in het zijspan van Heinz Luthringshauser, maar hij reed in dit seizoen ook met Armgard "Aga" Neumann en de Nederlander Klaas de Geus. Luthringshauser eindigde als vijfde in het wereldkampioenschap maar met Aga werd hij ook kampioen van Duitsland. Ook in 1971 wisselden Cusnik en Neumann elkaar af in het zijspan. Het resulteerde in een vijfde plaats in het wereldkampioenschap. In het seizoen 1972 kregen Heinz Luthringshauser en Siegfried Schauzu fabrieksmotoren van BMW. Luthringshauser won met Hans-Jürgen Cusnik de GP van Frankrijk, maar omdat ze bijna steeds podiumplaatsen scoorden waren ze bij aanvang van de voorlaatste Grand Prix in Tsjecho-Slowakije op weg wereldkampioen te worden. Toen de combinatie over de kop sloeg raakte Luthringshauser slechts licht gewond, maar Hans-Jürgen Cusnik overleefde het ongeluk niet. Heinz Luthringshauser besloot in de laatste GP zijn kansen niet te verdedigen en liet de wereldtitel over aan Klaus Enders en Ralf Engelhardt. In 1973 keerde Hermann Hahn terug in het zijspan. Hahn was in de tussenliggende jaren  bakkenist geweest van Georg Auerbacher, die eind 1972 was gestopt. Hoewel de BMW intussen bedreigd werden door de tweetaktmotoren van König, wisten Luthringshauser/Hahn in 1974 de Sidecar TT 500 cc TT te winnen. In de Sidecar 750 cc TT (die niet meetelde voor het wereldkampioenschap) werden ze tweede. In 1975 waren de BMW's definitief van hun voetstuk gestoten, niet alleen door König, maar ook door de Yamaha TZ 500-motoren. Luthringshauser/Hahn werden slechts veertiende in het wereldkampioenschap. In 1976 werd Luthringshauser samen met Lorenzo Puzo slechts 27e in het wereldkampioenschap, maar ze waren wel de tweede BMW-combinatie, achter Otto Haller/Erich Haselbeck die 15e waren. In 1977 reed Luthringshauser met Hermann Hahn de Krauser-BMW naar de 17e plaats in het wereldkampioenschap. Dit was nu de laatste overgebleven viertaktmotor in de zijspanklasse. Zowel Heinz Luthringshauser als Hermann Hahn stopten aan het einde van het seizoen, maar in 1978 haalde Luthringshauser zijn BMW nog een keer van stal voor de GP van Tsjecho-Slowakije, waar hij 16e werd.
In 1980 opende hij in zijn woonplaats Otterbach een motorfietsmuseum in de voormalige evangelische kerk, dat hij tot aan zijn dood in 1997 beheerde.

## Trivia
Heinz Luthringshauser had een houten been. Tijdens de Sidecar TT raakte hij van de baan waardoor Heinz en zijn bakkenist door de lucht vlogen. Het houten been was losgeraakt en lag voor Heinz Luthringshauser in de berm. Het publiek dacht dat hij een been was kwijtgeraakt was verbaasd toen zijn passagier hem hielp het been weer op zijn plaats te zetten, waarna de combinatie verder reed.